# Byxsjön
Byxsjön är en sjö i Örnsköldsviks kommun i Ångermanland och ingår i Moälvens huvudavrinningsområde. Sjön har en area på 1,12 kvadratkilometer och ligger 303 meter över havet. Sjön avvattnas av vattendraget Byxsjöbäcken.

## Delavrinningsområde
Byxsjön ingår i det delavrinningsområde (707702-159345) som SMHI kallar för Utloppet av Byxsjön. Medelhöjden är 379 meter över havet och ytan är 21,95 kvadratkilometer. Det finns inga avrinningsområden uppströms utan avrinningsområdet är högsta punkten. Byxsjöbäcken som avvattnar avrinningsområdet har biflödesordning 2, vilket innebär att vattnet flödar genom totalt 2 vattendrag innan det når havet efter 104 kilometer. Avrinningsområdet består mestadels av skog (80 procent). Avrinningsområdet har 1,11 kvadratkilometer vattenytor vilket ger det en sjöprocent på 5,1 procent.